# Pandemonium (album de Killing Joke)
Pour les articles homonymes, voir Pandemonium (homonymie).
Albums de Killing Joke
Extremities, Dirt and Various Repressed Emotions BBC in Concert
Pandemonium est le neuvième album studio du groupe britannique Killing Joke. Sorti en 1994, il a grandement favorisé le retour du groupe Killing Joke sur le devant de la scène, touchant un nouveau type de public au sein des fans de heavy metal et de metal industriel, style alors en plein essor
Le son est très lourd et les thèmes abordés, résolument sombres. Jaz Coleman, le chanteur, puise son inspiration dans les thèmes qui lui sont chers, à savoir la possession démoniaque, le millénarisme, les prédictions et prophéties.
Après une absence de plus de quatre ans, le groupe surprend avec cet album. Beaucoup diffusé sur les ondes aux États-Unis, il permet à Killing Joke de se relancer sur les routes pour une tournée à succès. Parmi le public nouvellement conquis — et de fait souvent très jeune —, certains croient alors que Killing Joke est un « nouveau » groupe de metal, alors qu’il a été fondé par Jaz Coleman et Geordie Walker en 1978. En France, certains découvriront ou redécouvriront le groupe de par une performance live sur le plateau de l'émission Nulle part ailleurs, sur Canal+, peu de temps après l'arrivée de l'album dans les bacs.
On retrouve beaucoup de thèmes musicaux d'inspiration résolument arabisante tout au long de l'album, peut-être une conséquence logique du travail de Coleman avec Anne Dudley sur leur album commun Songs From the Victorious City, sorti en 1990, et bien sûr de la passion du chanteur pour l'Égypte antique et ses symboles.
Certaines parties vocales ont été enregistrées dans la chambre du Roi de la grande pyramide de Gizeh, près du Caire, en Égypte. Le groupe n'ayant jamais eu l'autorisation officielle de procéder à des enregistrements au cœur de la dernière merveille du monde encore debout, les prises de son ont été réalisées clandestinement.

## Liste des morceaux
1. Pandemonium
2. Exorcism
3. Millennium
4. Communion
5. Black Moon
6. Labyrinth
7. Jana
8. Whiteout
9. Pleasures Of The Flesh
10. Mathematics Of Chaos

## Au cinéma
Le morceau Exorcism figure sur la bande originale du film tchèque Rok ďábla. Cette chanson illustre un moment où Jaz Coleman emmène les membres du groupe Čechomor dans un lieu isolé pour leur faire vivre une « vraie expérience de groupe » et ainsi les aider à mieux jouer ensemble.